# Lois Maynard
Lois Paul Maynard (* 22. Januar 1989 in Manchester) ist ein englischer Fußballspieler, der auch die Staatsbürgerschaft von St. Kitts und Nevis innehat.

## Karriere

### Verein
Er begann seine Karriere 2007 in seiner Heimat beim Daisy Hill, dort spielte er für zwei Saisons und schloss sich danach dem Chadderton FC an, wo er ebenfalls zwei Spielzeiten lang aktiv war. In der Saison 2011/12 gehörte er dem Kader des Flixton FC an. Hier wurde er zu einem Schlüsselspieler in der Abwehr und wurde im April 2012 von Stocksbridge Park Steels ausgeliehen. Von dieser Leihe kehrte er bereits nach einer Woche zurück, ohne eine Partie absolviert zu haben. Die Folgesaison verbrachte er bei Winsford United. Nach der Saison wurde er für ein Probetraining bei Rochdale eingeladen. Aus einem Vertragsverhältnis wurde aber nichts.
Etwas mehr Kontinuität kam mit der Spielzeit 2013/14, als er sich dem FC Halifax Town anschloss und dort bis zum Ende der Spielzeit 2014/15 spielte. Danach folgten zwei Saisons bei den Tranmere Rovers. Die längste Zeit bei einem Klub verbrachte er ab der Saison 2017/18 bei Salford City. Auch wenn er im Mai 2019 seinen Vertrag bis Juni 2020 verlängerte, wechselte er ablösefrei im Februar 2020 weiter zu Stockport County, wo er derzeit aktiv ist.

### Nationalmannschaft
Er hatte seinen ersten Einsatz für die Nationalmannschaft von St. Kitts und Nevis am 12. November 2015 während eines Freundschaftsspiel gegen Andorra. Bei dem 1:0-Sieg stand er in der Startelf und spielte über die vollen 90. Minuten. Seitdem steht er immer wieder im Aufgebot der Nationalelf und steht fast ausschließlich in der Startelf.